# Luis Mena Irarrázabal
Luis Arturo Mena Irarrázabal (Puente Alto, Chile, 28 de agosto de 1979) es un exfutbolista profesional y actual entrenador chileno. Actualmente dirige a la Selección Chilena femenina
Perteneció durante toda su carrera a Colo-Colo, y es el futbolista con más títulos de Primera División de Chile, con once campeonatos ganados.

## Biografía
Hijo de Luis Eduardo Mena y Mariana Irarrázabal. Sus primeros pasos en el fútbol los dio en Club Deportivo San José de Tocornal en Puente Alto, tal como su abuelo, padre y tíos.
Formado en las divisiones menores de Colo-Colo, debutó en el equipo albo a los 16 años ante Cobreloa en el Estadio Municipal de Calama el 24 de noviembre de 1996 por la última fecha del Torneo Nacional de ese año. A pesar de que el partido terminó en una goleada del local 3-0, aquel torneo fue su primer título oficial, ya que fechas antes Colo-Colo había conseguido el campeonato.
En el año 2001 fue cedido a Deportes Puerto Montt, regresando el año siguiente a Colo-Colo.
Sse coronó tetracampeón con Colo-Colo durante los campeonatos de Apertura y Clausura de 2006 y 2007, destacando su participación en el partido de vuelta de la final del Clausura 2006 ante Audax Italiano, en donde marcó un gol en los últimos minutos de juego.  También alzó el trofeo de campeón en los torneos de Clausura 2008, Clausura 2009 y Clausura 2014 , convirtiéndose en el jugador con más títulos en la historia de la Primera División de Chile, con 11 campeonatos.
En 2012, con más de 10 años en el club, es referente y capitán del cuadro albo tras la partida de Pablo Contreras. Al final de ese año es elegido en el Equipo Ideal de la revista El Gráfico Chile, en el puesto de central derecho.
En 2014 disputaría su último torneo con la camiseta alba. El 5 de enero fue titular en la primera fecha del Clausura 2014 ante Audax Italiano en el Estadio Monumental, en la victoria por 2-1. El 27 de abril Mena jugó su penúltimo partido en la última fecha del clausura ante Ñublense, goleada del popular por 5-3, ingresando al minuto 85. Durante el Clausura 2014 Mena solo jugó 2 partidos, el primero y el último, sumando 95 minutos, bajando así la "estrella número treinta".
El 1 de junio de 2014 Mena jugó su último partido por Colo-Colo en la Copa Chile 2014-15 ante Palestino, ingresando al minuto 72 por Sebastián Toro en la victoria por 2-1.
Previo acuerdo con la directiva, el Cacique rubio aceptó el retiro del club y, por ende, del fútbol profesional. Siguió ligado al club en un rol de "embajador" social.
El año 2016 se tituló de entrenador, y ha dirigido en las series menores de Colo-Colo siendo campeón en varias de ellas.
En 2021 asumió como director técnico de la rama femenina de Colo-Colo, cargo en el que permaneció hasta el 16 de mayo del año 2023, cuando la ANFP oficializó a Mena como entrenador de la selección chilena femenina.  

## Selección nacional
Fue regularmente nominado en selecciones juveniles. Formó parte de la Sub-20 chilena que disputó el Sudamericano de 1999, quedando eliminado en el último partido. Pese al resultado colectivo, fue uno de los rendimientos destacados, lo que le valió una convocatoria por Nelson Acosta a la selección absoluta, jugando un partido ante Estados Unidos.

### Participaciones en Sudamericanos
| Torneo                      | Sede      | Resultado    |
| --------------------------- | --------- | ------------ |
| Sudamericano Sub-20 de 1999 | Argentina | Quinto Lugar |

### Partidos internacionales
| Partidos internacionales | Partidos internacionales | Partidos internacionales                          | Partidos internacionales | Partidos internacionales | Partidos internacionales | Partidos internacionales | Partidos internacionales | Partidos internacionales | Partidos internacionales |
| N.º                      | Fecha                    | Estadio                                           | Local                    | Resultado                | Visitante                | Goles                    | Asistencias              | DT                       | Competición              |
| ------------------------ | ------------------------ | ------------------------------------------------- | ------------------------ | ------------------------ | ------------------------ | ------------------------ | ------------------------ | ------------------------ | ------------------------ |
| 1                        | 21 de febrero de 1999    | Lockhart Stadium, Fort Lauderdale, Estados Unidos | Estados Unidos           | 2-1                      | Chile                    |                          |                          | Nelson Acosta            | Amistoso                 |
| Total                    | Total                    | Total                                             | Presencias               | 1                        | Goles                    | 0                        |                          |                          |                          |

| Selección chilena | Selección chilena | Selección chilena |
| Año               | Partidos          | Goles             |
| ----------------- | ----------------- | ----------------- |
| 1999              | 1                 | 0                 |
| Total             | 1                 | 0                 |

## Estadísticas
| Club                          | Div.          | Temporada     | Liga  | Liga  | Copas nacionales | Copas nacionales | Torneos internacionales | Torneos internacionales | Total | Total |
| Club                          | Div.          | Temporada     | Part. | Goles | Part.            | Goles            | Part.                   | Goles                   | Part. | Goles |
| ----------------------------- | ------------- | ------------- | ----- | ----- | ---------------- | ---------------- | ----------------------- | ----------------------- | ----- | ----- |
| Colo-Colo · Chile             | 1.ª           | 1996          | 1     | 0     | 1                | 0                | —                       | —                       | 2     | 0     |
| Colo-Colo · Chile             | 1.ª           | 1997          | 1     | 0     | —                | —                | —                       | —                       | 1     | 0     |
| Colo-Colo · Chile             | 1.ª           | 1998          | 2     | 0     | 3                | 0                | 3                       | 0                       | 8     | 0     |
| Colo-Colo · Chile             | 1.ª           | 1999          | 22    | 0     | —                | —                | 7                       | 0                       | 29    | 0     |
| Colo-Colo · Chile             | 1.ª           | 2000          | 7     | 0     | 1                | 0                | 2                       | 0                       | 10    | 0     |
| Deportes Puerto Montt · Chile | 1.ª           | 2001          | 21    | 0     | —                | —                | —                       | —                       | 21    | 0     |
| Deportes Puerto Montt · Chile | Total club    | Total club    | 21    | 0     | 0                | 0                | 0                       | 0                       | 21    | 0     |
| Colo-Colo · Chile             | 1.ª           | 2002          | 43    | 2     | 1                | 0                | —                       | —                       | 44    | 2     |
| Colo-Colo · Chile             | 1.ª           | 2003          | 42    | 0     | 1                | 0                | 6                       | 0                       | 49    | 0     |
| Colo-Colo · Chile             | 1.ª           | 2004          | 30    | 1     | 4                | 0                | 6                       | 0                       | 40    | 1     |
| Colo-Colo · Chile             | 1.ª           | 2005          | 20    | 1     | —                | —                | —                       | —                       | 20    | 1     |
| Colo-Colo · Chile             | 1.ª           | 2006          | 35    | 2     | —                | —                | 7                       | 0                       | 42    | 2     |
| Colo-Colo · Chile             | 1.ª           | 2007          | 36    | 0     | 1                | 0                | 12                      | 0                       | 49    | 0     |
| Colo-Colo · Chile             | 1.ª           | 2008          | 37    | 0     | —                | —                | 6                       | 0                       | 43    | 0     |
| Colo-Colo · Chile             | 1.ª           | 2009          | 21    | 1     | 1                | 0                | 6                       | 0                       | 28    | 1     |
| Colo-Colo · Chile             | 1.ª           | 2010          | 4     | 0     | 1                | 0                | —                       | —                       | 5     | 0     |
| Colo-Colo · Chile             | 1.ª           | 2011          | 20    | 0     | 3                | 0                | 4                       | 0                       | 27    | 0     |
| Colo-Colo · Chile             | 1.ª           | 2012          | 24    | 0     | —                | —                | —                       | —                       | 24    | 0     |
| Colo-Colo · Chile             | 1.ª           | 2013          | 13    | 0     | —                | —                | —                       | —                       | 13    | 0     |
| Colo-Colo · Chile             | 1.ª           | 2013-14       | 13    | 0     | 7                | 0                | 1                       | 0                       | 21    | 0     |
| Colo-Colo · Chile             | Total club    | Total club    | 371   | 7     | 24               | 0                | 60                      | 0                       | 455   | 7     |
| Total carrera                 | Total carrera | Total carrera | 392   | 7     | 24               | 0                | 60                      | 0                       | 476   | 7     |
| 1. 2. 3.                      |               |               |       |       |                  |                  |                         |                         |       |       |

### Resumen estadístico
| Cometición                | Partidos | Goles |
| ------------------------- | -------- | ----- |
| Primera División de Chile | 392      | 7     |
| Copa Chile                | 17       | 0     |
| Liguilla Pre-Sudamericana | 7        | 0     |
| Copa Libertadores         | 41       | 0     |
| Copa Mercosur             | 6        | 0     |
| Copa Sudamericana         | 13       | 0     |
| Selección de Chile        | 1        | 0     |
| Total                     | 477      | 7     |

### Como entrenador
| Club                      | País  | Año       | PJ | PG | PE | PP | GF  | GC | GD   | Rendimiento |
| ------------------------- | ----- | --------- | -- | -- | -- | -- | --- | -- | ---- | ----------- |
| Colo-Colo Femenino        | Chile | 2021-2023 | 47 | 37 | 3  | 7  | 175 | 26 | +149 | 80.85%      |
| Selección Femenina        | Chile | 2023-Act. | 31 | 19 | 2  | 10 | 66  | 34 | +32  | 63.44%      |
| Selección Femenina Sub-20 | Chile | 2024-Act. | 4  | 1  | 0  | 3  | 2   | 8  | -6   | 25%         |
| Total                     | Total | Total     | 82 | 57 | 5  | 20 | 243 | 68 | +175 | 71.54%      |

## Palmarés

### Como jugador

#### Campeonatos nacionales
| Título           | Club      | País  | Año    |
| ---------------- | --------- | ----- | ------ |
| Copa Chile       | Colo-Colo | Chile | 1996   |
| Primera División | Colo-Colo | Chile | 1996   |
| Primera División | Colo-Colo | Chile | 1997-C |
| Primera División | Colo-Colo | Chile | 1998   |
| Primera División | Colo-Colo | Chile | 2002-C |
| Primera División | Colo-Colo | Chile | 2006-A |
| Primera División | Colo-Colo | Chile | 2006-C |
| Primera División | Colo-Colo | Chile | 2007-A |
| Primera División | Colo-Colo | Chile | 2007-C |
| Primera División | Colo-Colo | Chile | 2008-C |
| Primera División | Colo-Colo | Chile | 2009-C |
| Primera División | Colo-Colo | Chile | 2014-C |

#### Distinciones individuales
| Distinción                                 | Año  |
| ------------------------------------------ | ---- |
| Hijo Ilustre de la Comuna de Puente Alto   | 2009 |
| Parte del Equipo Ideal de El Gráfico Chile | 2012 |
| Premio al Juego Limpio del CPD             | 2012 |

#### Capitán de Colo-Colo
| Predecesor: Pablo Contreras | Capitán de Colo-Colo 2012 - 2014 | Sucesor: Gonzalo Fierro |

### Como entrenador
| Título                    | Club      | País  | Año  |
| ------------------------- | --------- | ----- | ---- |
| Primera División Femenina | Colo-Colo | Chile | 2022 |
| Primera División Femenina | Colo-Colo | Chile | 2023 |